# Jerrold Meinwald
Jerrold Meinwald (16 janvier 1927 - 23 avril 2018) est un chimiste américain connu pour ses travaux sur l'écologie chimique, domaine qu'il cofonde avec son collègue et ami Thomas Eisner. Il termine sa carrière comme professeur émérite Goldwin Smith de chimie à l'Université Cornell. Il est auteur ou co-auteur de plus de 400 articles scientifiques. Son intérêt pour la chimie est suscité par des feux d'artifice faits avec son ami Michael Cava alors qu'ils étaient encore au collège. Meinwald est également un passionné de musique et étudie la flûte avec Marcel Moyse.

## Carrière
Jerrold Meinwald est né en 1927 à New York. Il étudie la chimie à l'Université de Chicago où il obtient son baccalauréat ès sciences en 1948. Il va ensuite à l'Université Harvard où il obtient son doctorat avec Robert Burns Woodward en 1952. Une bourse DuPont l'amène à Cornell, où il passe la majeure partie de sa carrière ultérieure.
Depuis le début des années 1960, il travaille, souvent en collaboration avec Thomas Eisner, sur la signalisation chimique chez les animaux, notamment les insectes et les arthropodes. Il est considéré comme l'un des fondateurs du domaine de l'écologie chimique. Il s'intéresse à la manière dont les insectes utilisent les produits chimiques synthétisés par les plantes dont ils se nourrissent ou utilisent ces produits chimiques végétaux comme substrats à partir desquels synthétiser les leurs. Avec Eisner, ils publient plusieurs fois au cours des décennies sur le papillon de nuit Utetheisa ornatrix, qui recueille des alcaloïdes de pyrrolizidine à partir de sa source de nourriture et les utilise comme moyen de dissuasion pour les prédateurs ; le mâle les utilise également comme phéromone et les transmet dans sa semence à la femelle qui les utilise pour rendre ses œufs désagréables au goût,,.
En analysant les constituants de la signalisation végétale, il développe un certain nombre de techniques de rétrosynthèse, dont le réarrangement de Meinwald où un époxyde est converti en carbonyle en présence d'un acide de Lewis. Il a également effectué des recherches substantielles sur quarante ans en spectroscopie RMN et dans des réactions de production de dérivés chiraux afin de déterminer des configurations absolues de molécules chirales,.
En 1981, Meinwald devient membre fondateur du Conseil culturel mondial.
Il remporte la médaille nationale des sciences en 2012,,. Il est membre de l'Académie nationale des sciences en 1969, Fellow de l'Académie américaine des arts et des sciences en 1970 et membre de la Société américaine de philosophie en 1987. Il est décédé à Ithaque le 23 avril 2018, à l'âge de 91 ans,.